# Municipio de Brandsvold
El municipio de Brandsvold (en inglés: Brandsvold Township) es un municipio ubicado en el condado de Polk en el estado estadounidense de Minnesota. En el año 2010 tenía una población de 245 habitantes y una densidad poblacional de 2,68 personas por km².

## Geografía
El municipio de Brandsvold se encuentra ubicado en las coordenadas 47°39′47″N 95°45′29″O / 47.66306, -95.75806. Según la Oficina del Censo de los Estados Unidos, el municipio tiene una superficie total de 91.56 km², de la cual 89,31 km² corresponden a tierra firme y (2,46 %) 2,25 km² es agua.

## Demografía
Según el censo de 2010, había 245 personas residiendo en el municipio de Brandsvold. La densidad de población era de 2,68 hab./km². De los 245 habitantes, el municipio de Brandsvold estaba compuesto por el 98,37 % blancos, el 0,82 % eran asiáticos, el 0,41 % eran de otras razas y el 0,41 % eran de una mezcla de razas. Del total de la población el 0,41 % eran hispanos o latinos de cualquier raza.